# Josef Huber (Musiker)
Josef Huber (* 18. April 1920 in Wien; † nach 2003) war ein österreichischer Musiker und Rundfunkredakteur. Beim ORF-Landesstudio in Klagenfurt trat er unter anderem auch als Arrangeur, Komponist, Pianist, Bandleader und später als Programmgestalter in Erscheinung.

## Leben und Wirken
Josef Huber wurde am 18. April 1920 in Wien geboren und absolvierte hier auch seine Schulbildung. Danach besuchte er das Konservatorium der Stadt Wien, an der er an der Klarinette ausgebildet wurde, und die Wiener Musikakademie, an der er unter Josef Dichler am Klavier ausgebildet wurde. Schon zu Schulzeiten war Huber Leiter einer Schülerband und war danach während seines Wehrdienstes um die musikalische Truppenbetreuung bemüht. Nach dem Zweiten Weltkrieg gründete er 1946 ein Ensemble für Tanz- und Unterhaltungsmusik und hatte Engagements beim Britischen Welfare-Service. Für die Briten war er ab 1948 über die BBC in Kärnten tätig. Später war er freier Mitarbeiter beim ORF-Landesstudio in Klagenfurt, wo er als  Arrangeur, Komponist, Pianist, Bandleader und später Programmgestalter tätig war. Von 1954 bis zu seiner Pensionierung 1985 leitete er über drei Jahrzehnte hinweg die Abteilung Unterhaltungsmusik von Radio Kärnten. Der Autor der Sendereihe Immer noch geliebt war im Laufe seines Berufslebens an unzähligen Plattenaufnahmen und Fernsehfilmen (darunter etwa Bilder aus Kärnten) beteiligt. Neben der Tanz- und Unterhaltungsmusik zählen zu seinem Œuvre auch diverse volkstümliche Musikstücke. Zu seinen Liedern zählen etwa Espresso Time, Sally and me, Welcome to love, Wenn Du nur da bist, Du und ich, Start frei, Nives, Monique, Hymne à l’amour, Wiegenlied in Slow, Fröhliche Leut oder I und mei Alte. Weiters verfasste er zeitlebens zahlreiche Aufsätze; darunter Die Brücke aus dem Jahr 1979.
Über sein späteres Leben ist nichts Näheres bekannt. Beim Eintrag ins Oesterreichische Musiklexikon im Jahr 2003 war Huber noch am Leben; sein genaues Sterbedatum ist nicht bekannt.